# أنفة
أنفة هي قرية لبنانية من قرى قضاء الكورة في محافظة الشمال. وتقع على بعد 65 كيلومترا إلى الشمال من بيروت، و15 كيلومترا إلى الجنوب من طرابلس. عدد سكانها حوالي 6500.
من آثار أنفة: دير الناطور الأرثوذكسيّ. يقع جنوب القرية.
أبرز شخصية في تاريخ أنفة:
فريد نبيل مكاري من مواليد أنفة الكورة في شمال لبنان سنة 1947. ينتمي إلى طائفة الروم الأرثوذكس (بطريركية أنطاكية وسائر المشرق للروم الأرثوذكس)، وهو عضو كتلة المستقبل النيابية ونائب رئيس مجلس النيابي اللبناني منذ 2005. متأهل من مهى بوري ولهما نبيل.
درس مكاري الهندسة المدنية في جامعة تكساس في اوستن (الولايات المتحدة الاميركية) ونال منها الإجازة في هذا المجال.
انضم مكاري إلى شركتي «اوجيه» السعودية و«اوجيه» العالمية اللتين أسسهما رئيس الوزراء الشهيد رفيق الحريري.
دخل مكاري المعترك السياسي للمرة الأولى باب الانتخابات النيابية، فخاضها في العام 1992 وفاز بالمقعد النيابي الأرثوذكسي في الكورة. وأعيد انتخاب مكاري عن المقعد نفسه في انتخابات 1996 و2000 و2005.
وبين العامين 1995 و1996، شغل مكاري منصب وزير الاعلام في الحكومة التي ترأسها الرئيس الحريري. اللجان النيابية التي شارك فيها: لجنة الأشغال العامة والنقل والطاقة والمياه، لجنة الشؤون الخارجية والمغتربين، لجنة البيئة ولجنة شؤون المهجرين.
عرف بمتابعته للمشاريع الإنمائية في محافظة الشمال، ولا سيما قضاءي الكورة والبترون
وبعد استشهاد رفيق الحريري، كان فريد مكاري أحد الوجوه البارزة في «ثورة الارز»، وفاز في الانتخابات النيابية في العام 2005 من ضمن لائحة تحالف قوى 14 اذار.
ومنذ العام 2005، انتخب مكاري نائباً لرئيس مجلس النواب، وكانت له، من موقعه هذا، مواقف بارزة ومهمة.

## المناخ
يظهر الجدول التالي التغييرات المناخية على مدار السنة لأنفة:
| البيانات المناخية لـأنفة          | البيانات المناخية لـأنفة | البيانات المناخية لـأنفة | البيانات المناخية لـأنفة | البيانات المناخية لـأنفة | البيانات المناخية لـأنفة | البيانات المناخية لـأنفة | البيانات المناخية لـأنفة | البيانات المناخية لـأنفة | البيانات المناخية لـأنفة | البيانات المناخية لـأنفة | البيانات المناخية لـأنفة | البيانات المناخية لـأنفة | البيانات المناخية لـأنفة |
| الشهر                             | يناير                    | فبراير                   | مارس                     | أبريل                    | مايو                     | يونيو                    | يوليو                    | أغسطس                    | سبتمبر                   | أكتوبر                   | نوفمبر                   | ديسمبر                   | المعدل السنوي            |
| --------------------------------- | ------------------------ | ------------------------ | ------------------------ | ------------------------ | ------------------------ | ------------------------ | ------------------------ | ------------------------ | ------------------------ | ------------------------ | ------------------------ | ------------------------ | ------------------------ |
| متوسط درجة الحرارة الكبرى °م (°ف) | 16 (61)                  | 17 (63)                  | 18 (64)                  | 21 (70)                  | 25 (77)                  | 28 (82)                  | 30 (86)                  | 30 (86)                  | 29 (84)                  | 26 (79)                  | 22 (72)                  | 18 (64)                  | 23 (73)                  |
| متوسط درجة الحرارة الصغرى °م (°ف) | 8 (46)                   | 7 (45)                   | 10 (50)                  | 12 (54)                  | 16 (61)                  | 19 (66)                  | 22 (72)                  | 22 (72)                  | 21 (70)                  | 17 (63)                  | 12 (54)                  | 10 (50)                  | 15 (59)                  |
| متوسط أيام هطول الأمطار           | 6                        | 4                        | 4                        | 2                        | 0                        | 0                        | 0                        | 0                        | 0                        | 2                        | 2                        | 4                        | 24                       |
| المصدر: climate-zone.com/         |                          |                          |                          |                          |                          |                          |                          |                          |                          |                          |                          |                          |                          |

## أعلام
- إلياس عودة